# Херо и Леандар
Херо (грч. Ηρώ, лат. Hero) и Леандар (грч. Λέανδρος) (лат. Leander) су јунаци једне од најпознатијих прича антике.

## Митологија
Леандар је био из града Абида који се налазио на малоазијској страни Хелеспонта и заљубио се у Херо, прекрасну свештеницу богиње Афродите, која је живела на европској страни Хелеспонта. Између њих се простирао морски теснац који је делио две обале, али он за Леандра није био никаква препрека, јер, када му је Херо узвратила љубав, он је, сваке ноћи, савладавајући опасне морске струје, пливао ка њеној страни, према светиљци коју му је она остављала на својој кули.
Али, као и свакој сличној љубави, и овој је љубави судбина наменила трагичан крај. Једне ноћи олуја је била већа него иначе и ветар је угасио лампу на Хериној кули, а Леандер је, у немогућности да види куда треба да плива, изгубио оријентацију и утопио се.
Море је, баш испод Херине куле избацило његово тело, а када је у свитање Хера угледала свог вољеног на стенама испод куле, у очајању се бацила са куле. Пронашли су их у смртном загрљаљу.

## О Херо и Леандару
Трагична љубав Хере и Леандара је била вековна инспирација уметника.
- Песник Музеј (5. век) - Херо и Леандар
- Ф. Шилер - Херо и Леандар, 1831. година
- Трафедија Таласи мора и љубав - Ф. Грилпацер
- Херо и Леандар, слика - Тарнер, 1827. година

- „Унутрашња страна ветра“ - Милорад Павић